# Syaiful Syamsuddin
Syaiful Syamsuddin (sinh ngày 11 tháng 6 năm 1993) là một cầu thủ bóng đá người Indonesia hiện tại thi đấu cho PSM Makassar tại Liga 1.